# 마르틴에어의 운항 노선
다음은 마르틴에어의 운항 노선이다. (2011년 11월 기준)

## 운항 노선

### 유럽
- 네덜란드
  - 암스테르담 - 암스테르담 스키폴 국제공항 허브

### 아메리카

#### 북아메리카
- 멕시코
  - 캉쿤 - 캉쿤 국제공항
- 과테말라
  - 과테말라시티 - 아우로라 국제공항

#### 남아메리카
- 콜롬비아
  - 메데인 - 호세 마리아 코르도바 국제공항

#### 카리브해
- 도미니카 공화국
  - 푼타카나 - 푼타카나 국제공항
- 아루바
  - 오라녜스타트 - 퀸 베아트릭스 국제공항
- 쿠바
  - 아바나 - 호세 마르티 국제공항
- 퀴라소
  - 빌렘스타트 - 하토 국제공항

## 단항 노선

### 아시아

#### 동남아시아
- 말레이시아
  - 페낭 - 페낭 국제공항
- 인도네시아
  - 덴파사르 - 응우라라이 국제공항
- 태국
  - 방콕 - 수완나품 국제공항
  - 푸켓 - 푸켓 국제공항

#### 남아시아
- 몰디브
  - 말레 - 말레 국제공항
- 스리랑카
  - 콜롬보 - 반다라나이케 국제공항

#### 서남아시아
- 오만
  - 무스카트 - 무스카트 국제공항

### 아프리카

#### 북아프리카
- 모로코
  - 아가디르 - 아가디르 알마시라 공항
- 이집트
  - 룩소르 - 룩소르 국제공항
  - 샤름엘셰이크 - 샤름엘셰이크 국제공항
  - 후르가다 - 후르가다 국제공항
- 튀니지
  - 모나스티르 - 모나스티르 하비브 부르기바 국제공항
  - 제르바섬 - 자르디스 국제공항

#### 남아프리카
- 탄자니아
  - 잔지바르 - 아베이드 아마니 카루메 국제공항

#### 동아프리카
- 케냐
  - 몸바사 - 모이 국제공항

### 유럽

#### 서유럽
- 영국
  - 뉴캐슬 - 뉴캐슬 공항
  - 맨체스터 - 맨체스터 공항
- 네덜란드
  - 로테르담 - 로테르담 헤이그 공항
  - 에인트호번 - 에인트호번 공항
- 벨기에
  - 브뤼셀 - 브뤼셀 국제공항

#### 남유럽
- 그리스
  - 로도스섬 - 로도스 국제공항
  - 미틸리니 - 미틸리니 국제공항
  - 사모스섬 - 사모스 국제공항
  - 스키아토스섬 - 스키아토스 국제공항
  - 자킨토스섬 - 자킨토스 국제공항
  - 카르파토스섬 - 카르파토스 국제공항
  - 카발라 - 카발라 국제공항
  - 코르푸 - 코르푸 국제공항
  - 코스섬 - 코스 국제공항
  - 키오스섬 - 키오스 국제공항
  - 프리베자 - 프리베자 국제공항
  - 이라클리오 - 이라클리오 국제공항
- 스페인
  - 바르셀로나 - 바르셀로나 엘프라트 국제공항
  - 그란 카나리아 - 그란 카나리아 공항
  - 란사로테 - 란사로테 공항
  - 말라가 - 말라가 공항
  - 메노르카 - 메노르카 공항
  - 산타크루스데라팔마 - 라팔마 공항
  - 이비자 - 이비자 공항
  - 테네리페 - 테네리페 사우스 공항
  - 팔마데마요르카 - 팔마데마요르카 공항
  - 푸에르테벤투라 - 푸에르테벤투라 공항
  - 히로나 - 히로나 코스타 브라바 공항
- 크로아티아
  - 풀라 - 풀라 공항
- 튀르키예
  - 달라만 - 달라만 공항
  - 보드룸 - 보드룸 공항
  - 안탈리아 - 안탈리아 공항
  - 이즈미르 - 이즈미르 공항
- 포르투갈
  - 파로 - 파로 공항

#### 동유럽
- 폴란드
  - 바르샤바 - 바르샤바 쇼팽 국제공항

#### 북유럽
- 덴마크
  - 빌룬 - 빌룬 공항
- 핀란드
  - 헬싱키 - 헬싱키 국제공항

### 아메리카

#### 북아메리카
- 미국
  - 뉴어크 - 뉴어크 리버티 국제공항
  - 덴버 - 덴버 국제공항
  - 디트로이트 - 디트로이트 메트로폴리탄 웨인 카운티 국제공항
  - 로스앤젤레스 - 로스앤젤레스 국제공항
  - 마이애미 - 마이애미 국제공항
  - 미니애폴리스 - 미니애폴리스 국제공항
  - 볼티모어 - 볼티모어 국제공항
  - 시애틀 - 시애틀 타코마 국제공항
  - 올랜도 - 올랜도 국제공항
  - 오클랜드 - 오클랜드 국제공항
  - 탬파 - 탬파 국제공항
  - 포트로더데일 - 포트로더레일 국제공항
- 캐나다
  - 토론토 - 토론토 피어슨 국제공항
  - 밴쿠버 - 밴쿠버 국제공항
  - 애드먼턴 - 애드먼턴 국제공항
  - 캘거리 - 캘거리 국제공항
- 코스타리카
  - 산호세 - 산호세 국제공항

#### 카리브해
- 네덜란드령 보네르 섬
  - 크랄렌데이크 - 크랄렌데이크 국제공항
- 도미니카 공화국
  - 산토도밍고 - 산토도밍고 국제공항
  - 푸에르토플라타 - 푸에르토플라타 국제공항
- 바베이도스
  - 프리지타운 - 그랜틀리 애덤스 국제공항
- 바하마
  - 프리포트 - 그랜드 바하마 국제공항
- 자메이카
  - 킹스턴 - 킹스턴 국제공항
- 쿠바
  - 바라데로 - 바라데로 국제공항
  - 시에고데아빌라 - 시에고데아빌라 국제공항
  - 올긴 - 올긴 국제공항
- 트리니다드 토바고
  - 스카버러 - 스카버러 국제공항